# 石蟹守螺
石蟹守螺（学名：Clypeomorus petrosus），是中腹足目蟹守螺科Clypeomorus属的一种。主要分布于台湾，常栖息在潮间带岩礁。